# إرنست إل. بوير
إرنست إل. بوير (بالإنجليزية: Ernest L. Boyer)‏ هو مدرس أمريكي، ولد في 13 سبتمبر 1928 في دايتون في الولايات المتحدة، وتوفي في 8 ديسمبر 1995 في برينستون في الولايات المتحدة.